# Daïra de Ben Srour
La Daïra de Ben Srour est une circonscription administrative algérienne située dans la wilaya de M'Sila. Son chef-lieu est situé sur la commune éponyme de Ben Srour.
La daïra regroupe les quatre communes de Ben Srour, Ouled Slimane, Zarzour et Mohammed Boudiaf.